# Ognjen Petrović
Ognjen "Olja" Petrović, em sérvio Огњен Петровић (Kruševac, 2 de janeiro de 1948 – 21 de setembro de 2000), foi um futebolista profissional bósnio, que atuava como goleiro.

## Carreira
Ognjen Petrović fez parte do elenco da Seleção Iugoslava de Futebol da Copa do Mundo de 1974.